# Индикатор (вещество)

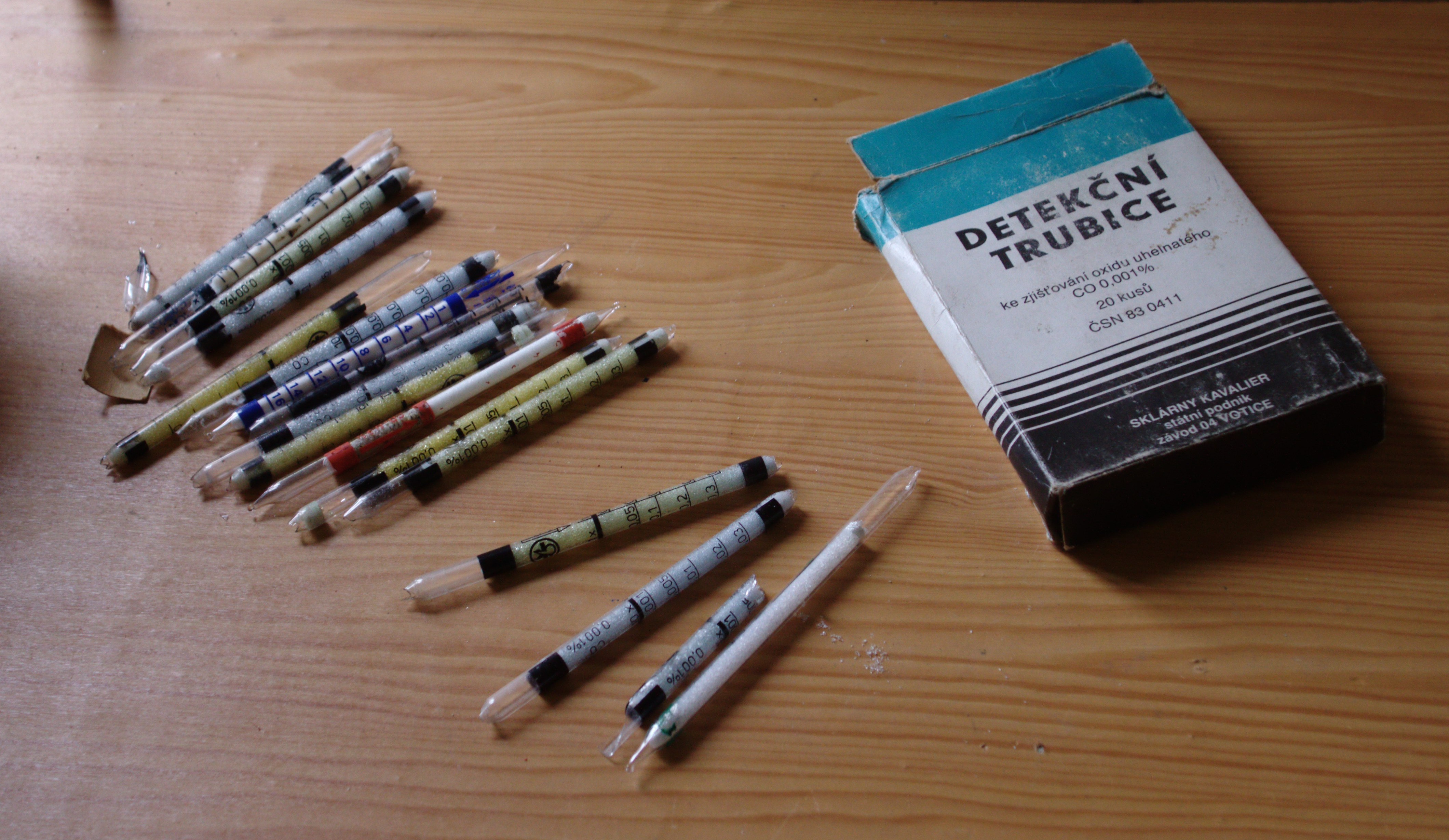
Индикаторные трубки

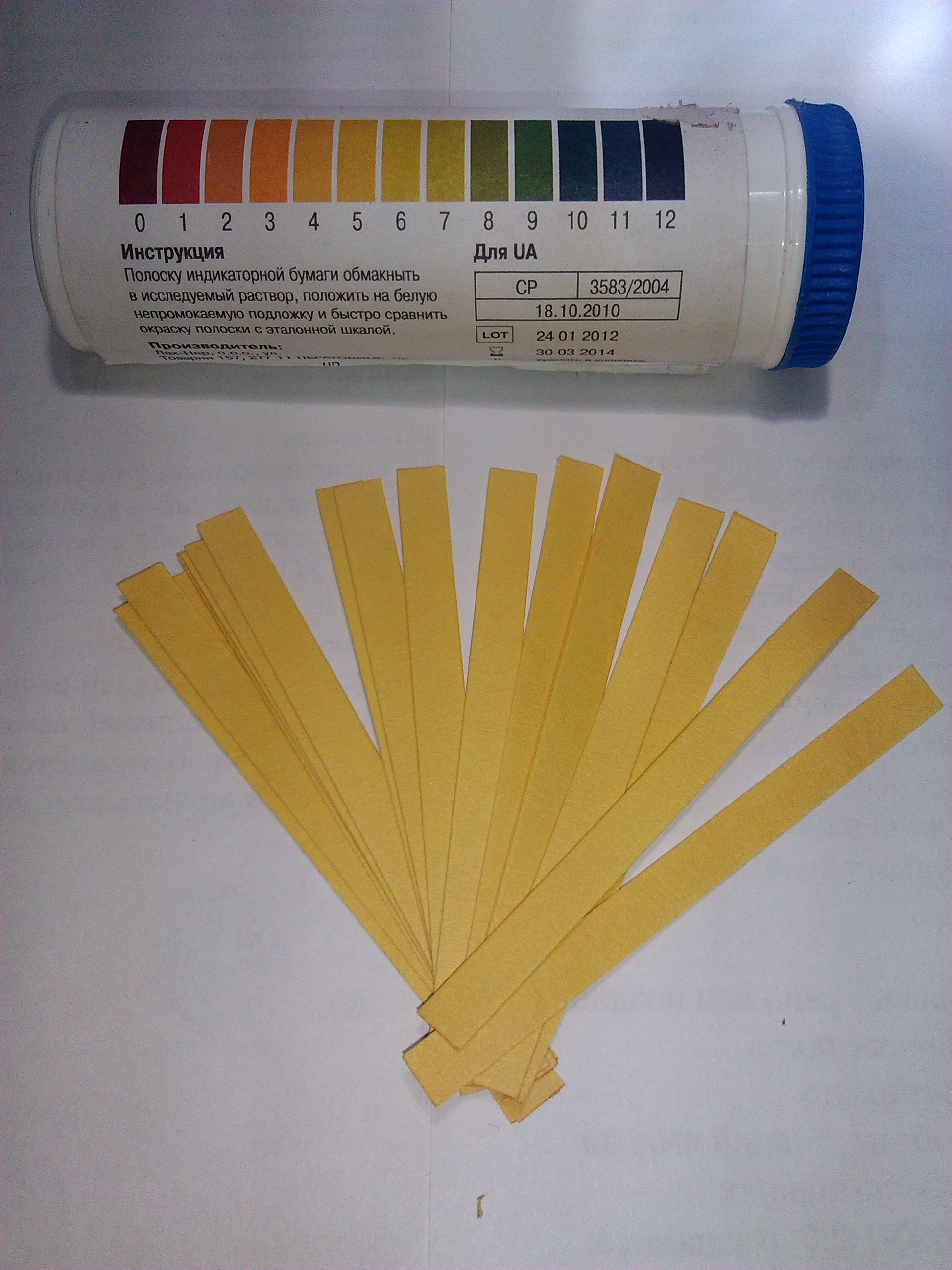
Универсальная индикаторная бумага

Индика́тор (лат. indicator — указатель) — соединение, обнаруживающее наличие химической реакции или изменений в исследуемой среде. Например, изменение концентрации какого-либо вещества или компонента в растворе при титровании. Индикаторы позволяют быстро определить pH и другие параметры. Информация от вещества-индикатора может получаться как визуально (или другими органами чувств человека), так и с помощью физических методов измерения:9. Вещества-индикаторы могут применяться как самостоятельно, так и на носителях (реактивные индикаторные бумаги, индикаторные трубки).

## История открытия
Кислотно-основные индикаторы применяются для установления конца реакции между кислотами и основаниями, или других реакций, если в них участвуют ионы Н+, а также для колориметрического определения рН водных растворов. Причина изменения цвета индикатора в том, что присоединение или отдача протонов его молекулами связаны с заменой одних хромофорных групп другими или с появлением новых хромофорных групп.
Вероятно, самым древним кислотно-основным индикатором является лакмус. Лакмус был известен уже в Древнем Египте и Древнем Риме. Лакмус (от гол. lakmoes) — красящее вещество, добываемое из некоторых видов лишайников. Фактически природный лакмус представляет собой сложную смесь. Его основными компонентами являются: азолитмин (C9H10NO5) и эритролитмин (С13H22O6). Лакмус в древности использовали в качестве фиолетовой краски, но со временем рецепт его приготовления был утерян. В 1640 ботаники описали гелиотроп (Heliotropium Turnesole) — душистое растение с тёмно-лиловыми цветками, из которого было выделено красящее вещество. Этот краситель, наряду с соком фиалок, стал широко применяться химиками в качестве индикатора, который в кислой среде был красным, а в щелочной — синим.
В 1667 году знаменитый химик и физик Роберт Бойль предложил пропитывать фильтровальную бумагу отваром тропического лишайника — лакмуса, а также отварами фиалок и васильков, и таким образом положил начало применению индикаторной (лакмусовой) бумаги.

## Применение индикаторов
Индикаторы позволяют быстро и достаточно точно контролировать состав жидких или газообразных сред, следить за изменением их состава, или за протеканием химической реакции. Индикаторы, удовлетворяющие ряду требований (высокое светопоглощение индикатора; контрастный переход окраски; узкая область перехода окраски), применяются для фиксирования конца титрования.
Широко используются кислотно-основные индикаторы, разбавленные растворы которых обладают способностью заметно изменять цвет, в зависимости от кислотности раствора. Причина изменения цвета — изменения в строении молекул индикатора в кислой и щелочной среде, что приводит к изменению спектра поглощения раствора.
Для определения состава газовых сред используют индикаторные бумажки и индикаторные трубки.

## Структура молекул и цвет индикаторов

### Трифенилметановые красители-индикаторы

Структура трифенилметановых красителей

Трифенилметановые красители широко используются в качестве индикаторов. В зависимости от типа заместителей изменения структуры молекулы приводят к широкой гамме цветных соединений, большинство из которых могут служить химическими индикаторами.

### Производные азобензола

Структура производных азобензола

.

## Виды индикаторов
- Кислотно-основные индикаторы
- Редокс-индикаторы, Ох- и Red-формы которых имеют различный цвет
- Металлоиндикаторы
- Адсорбционные индикаторы

### Распространённые кислотно-основные индикаторы
| Индикатор           | Окраска/кислая форма | Окраска/щелочная форма | Интервалы pH |
| ------------------- | -------------------- | ---------------------- | ------------ |
| Ализариновый жёлтый | жёлтый               | фиолетовый             | 10,1—12,1    |
| Тимолфталеин        | бесцветный           | синий                  | 9,4—10,6     |
| Фенолфталеин        | бесцветный           | малиновый              | 8,2—10,0     |
| Крезоловый красный  | жёлтый               | тёмно-красный          | 7,0—8,8      |
| Нейтральный красный | красный              | коричневый             | 6,8—8,0      |
| Феноловый красный   | жёлтый               | красный                | 6,8—8,0      |
| Бромтимоловый синий | жёлтый               | синий                  | 6,0—7,6      |
| Лакмус (азолитмин)  | красный              | синий                  | 5,0—8,0      |
| Метиловый красный   | красный              | жёлтый                 | 4,4—6,2      |
| Метиловый оранжевый | красный              | жёлтый                 | 3,0—4,4      |
| Бромфеноловый синий | красный              | синий                  | 3,0—4,6      |
| Тропеолин 00…       | -                    | жёлтый                 | 1,4—3,2      |

### Окислительно-восстановительные индикаторы
Окислительно-восстановительные индикаторы изменяют цвет в зависимости от присутствия в растворе окислителей или восстановителей. Дифениламин бесцветен в восстановленной форме, но имеет фиолетовый цвет в окисленном состоянии.
Метиленовый синий (синька) также бесцветен в восстановленной форме и имеет синий цвет в окисленном состоянии.
Некоторые ярко окрашенные вещества сами могут служить индикатором. Например, при перманганатометрическом определении железа(II)
10FeSO4 + 2KMnO4+ 8H2SO4 = 5Fe2(SO4)3 + 2MnSO4 + K2SO4 + 8H2O
добавляемый в ходе титрования раствор перманганата обесцвечивается, пока не будут окислены все ионы Fe2+, имевшиеся в исследуемом растворе. Точка эквивалентности определяется по розовой окраске раствора, из-за возникшего избытка перманганат-анионов.
Хингидрон также является окислительно-восстановительным индикатором. это смесь хинона и гидрохинона.

### Адсорбционные индикаторы
Крахмал

### Термоиндикаторы
Термоиндикатор — вещество, которое при определенной температуре изменяет свой внешний вид (яркость свечения, цвет, форму).. В качестве термоиндикатора можно использовать бумагу, смоченную хлоридом кобальта(II). При нагревании кристаллогидрат теряет связанную воду и меняет последовательно цвет с розового через красный, фиолетовый и синий на бесцветный.